# Marie Čiklová

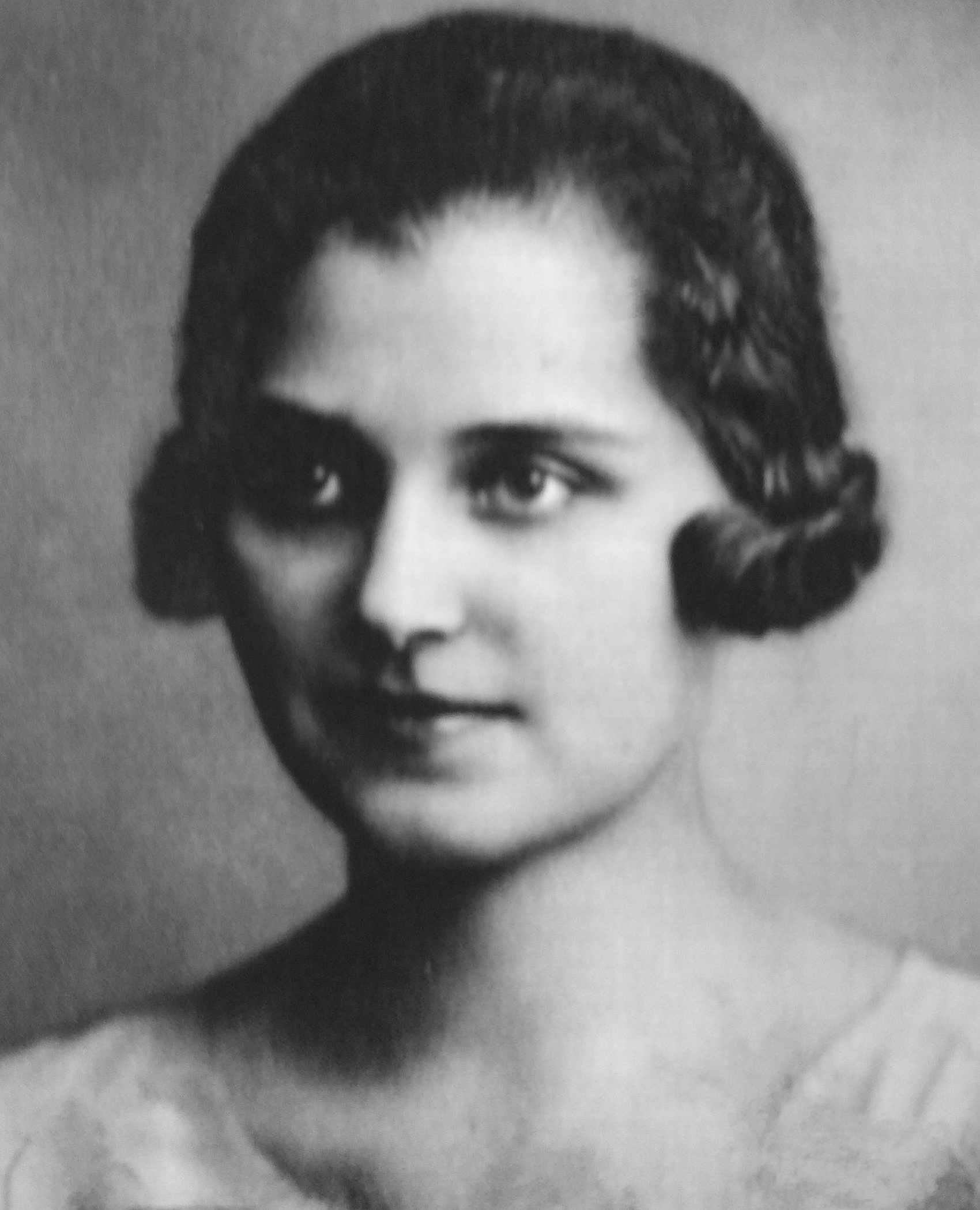
Marie Klyšová

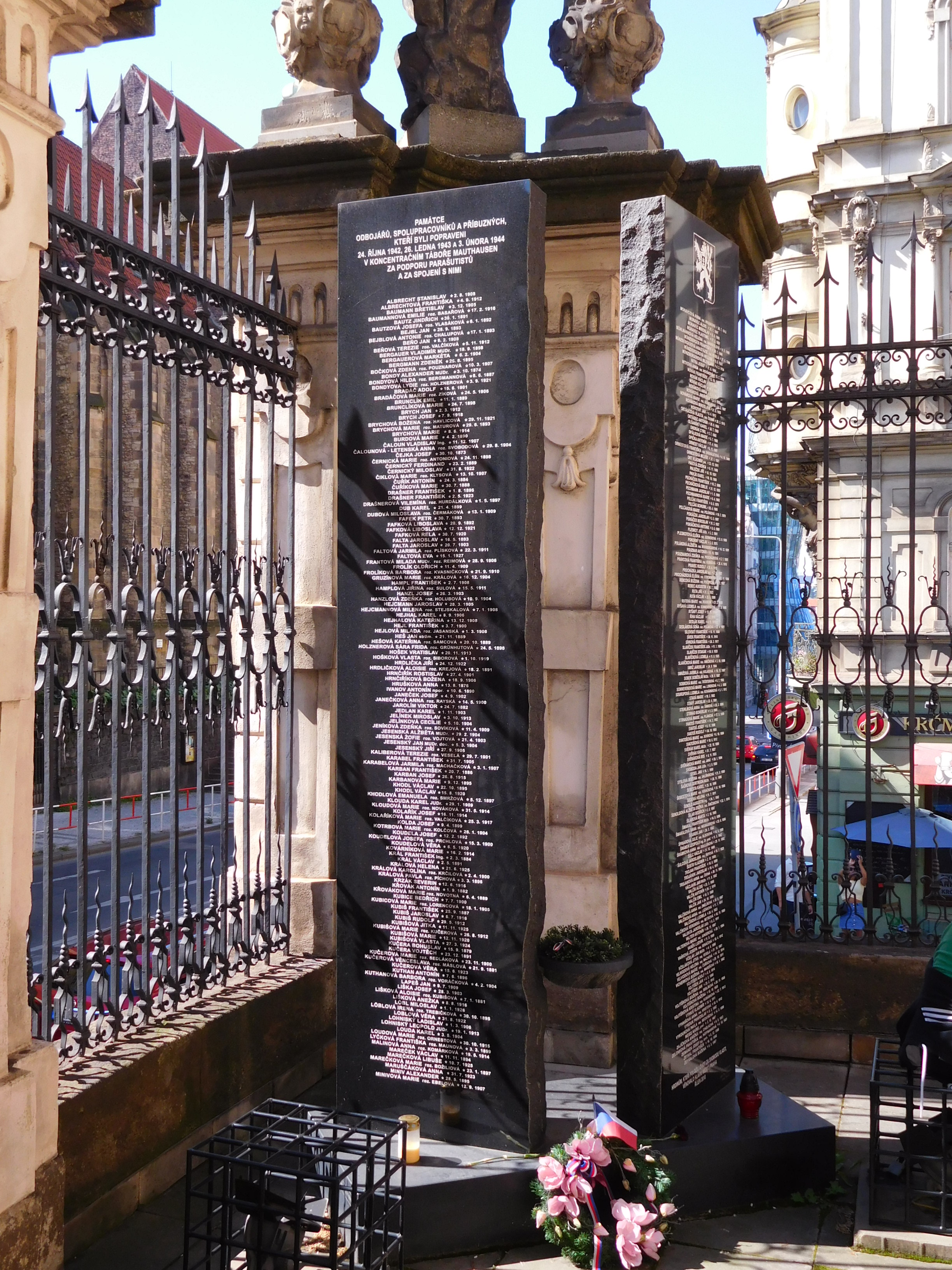
Pomník odbojářům popraveným a umučeným v souvislostí s operací Anthropoid (Resslova ulice)

Marie Čiklová (13. října 1907 Tuchów Polsko – 24. října 1942 koncentrační tábor Mauthausen) byla manželkou faráře České pravoslavné církve Václava Čikla. Spolu s ním se za protektorátu účastnila domácího protiněmeckého odboje a podpory parašutistů z výsadků Anthropoid, Bioscop, Out Distance, Silver A a Tin. Roku 2020 byla místní pravoslavnou církví svatořečena.

## Život
Marie Klyšová se narodila 13. října 1907 v jihopolském Tuchówě do rodiny Jana Klyše a Františky Klyšové (rozené Rodové). Po sňatku s Václavem Aloisem Čiklem žili manželé Čiklovi za protektorátu v pražských Nuslích na adrese  Hemina (nyní Čiklova) 1237/17. Marie byla členkou České pravoslavné církve a její manžel Václav Čikl byl pravoslavný kněz, vykonával funkci duchovního správce kostela svatých Cyrila a Metoděje v Praze v Resslově ulici a pečoval o svoji farnost.

### Odbojová činnost
Farář Václav Čikl se od počátku druhé světové války zapojil do řad členů domácího protinacistického odboje. Spolu s kaplanem Dr. Vladimírem Petřekem vystavovali pronásledovaným osobám falešné křestní listy, pomáhali ukrývat odbojáře JUDr. Přemysla Šámala a po atentátu na R. Heydricha zajišťovali spojení se světem a denní péči pro 7 ukrytých parašutistů v kryptě katedrálního chrámu. Čiklova manželka Marie byla svému manželovi v jeho odbojových aktivitách nápomocna.

### Zatčení, výslechy, věznění, ...
Po odhalení úkrytu parašutistů v kryptě pravoslavného chrámu svatých Cyrila a Metoděje v Praze byl dne 18. června 1942 Václav Čikl zatčen gestapem, k trestu smrti za napomáhání atentátu byl pak odsouzen 3. září 1942, popraven byl na Kobyliské střelnici dne 4. září 1942.
Marie Čiklová byla rovněž zatčena německým bezpečnostními složkami a v následném přelíčení u stanného soudu v Praze byla v nepřítomnosti dne 29. září 1942 odsouzena k trestu smrti. Z policejní vazby v Praze byla deportována do věznice gestapa v Malé pevnosti v Terezíně. Odtud ji pak 22. října 1942 deportovali do koncentračního tábora Mauthausen, kde byla zavražděni střelou do týla v sobotu 24. října 1942 (ve 12.54 hodin) ve skupině 262 československých vlastenců, kteří byli ten den (v čase od 8.30 do 17.42 hodin) zbaveni života stejným způsobem. Exekuce se konala v odstřelovacím koutě (německy: Genickschussecke) přikrytém černou látkou a maskovaném jako „osobní výškoměr“, který se nacházel v mauthusenském bunkru.

## Dovětek
Po zatčení manželů Čiklových vnikla tajně do jejich nuselského bytu sekretářka biskupa Gorazda Marie Gruzínová a jejich dcery Olgu Čiklovou (* 1931) a Taťánu Čiklovou (* 1934) koncem června 1942 odvezla do Přerova k jejich kmotrům, manželům Coufalovým. Ti je předali jejich babičce Aloisii Čiklové do Slavětína u Litovle. Nakonec byly úřady vypátrány a až do konce druhé světové války vězněny v Praze na Jenerálce, v internačním táboře ve Svatobořicích na jižní Moravě a v Plané nad Lužnicí. Obě se dožily osvobození.

## Připomínky
- Její jméno (Čiklová Marie roz. Klysová *13. 10. 1907) je uvedeno na pomníku při pravoslavném chrámu svatého Cyrila a Metoděje (adresa: Praha 2, Resslova 9a). Pomník byl odhalen 26. ledna 2011 a je součástí Národního památníku obětí heydrichiády.[1][2][17]

## Svatořečení
Svatořečena byla Pravoslavnou církví v českých zemích a na Slovensku spolu s dalšími českými novomučedníky při slavnostní liturgii v pražské pravoslavné katedrále sv. Cyrila a Metoděje na Resslově ulici 8. února 2020.